# Île de Bouin
Pour les articles homonymes, voir Bouin.
L'île de Bouin ou Boing n'existe plus en tant que telle puisqu’elle fut victime d'envasement. Elle faisait partie d'une vaste zone de marais située autour du village de Bouin en Vendée, séparée du continent par le cours du Dain. La création d’une digue protégeant le Marais breton des raz-de-marée eut pour effet une poldérisation de l’île avec un gain de terre sur la baie de Bourgneuf.

## Histoire
L’île de Bouin est pillée et incendiée par les Vikings en 813 ou 820 et par les Français en 1471 (L'île était bretonne à l'époque) lors des guerres entre la Bretagne et la France.
Durant les guerres de Vendée, l'île est rebaptisée « île Marat » par les révolutionnaires en hommage à Jean-Paul Marat assassiné le 13 juillet 1793.

Cette île a bénéficié dès le XIVe siècle des franchises insulaires, propices au développement de la contrebande. Au XVIIe siècle, comme sur l'île d'Yeu, les îliens firent pousser leurs propres plants de tabac. Le commerce clandestin devint si florissant qu'ils durent se lancer dans l'importation massive. Des sociétés de « faux tabatiers », impliquant toutes les couches de la société îlienne, furent créées pour réguler le trafic. Les bateaux s'en allaient par flottilles vers le Nord pour ramener du « bon » tabac, stocké alors dans des entrepôts[réf. souhaitée].
Avant 1789, Bouin dépendait de l'évêché de Nantes mais relevait des Marches Bretagne-Poitou. En 1789, ses députés demandèrent, en vain, que la paroisse de Blain soit rattachée au département de la Loire-Inférieure, ayant pour chef-lieu Nantes. Leur demande, motivée par l'affinité pour le pays de Nantes, mais surtout par des enjeux fiscaux et économiques, reçut l'opposition des députés poitevins et ne fut pas suivie par le Comité de Constitution.
Le lieu est cité comme limite méridionale de la Bretagne dans l'édition 1843 du Dictionnaire historique et géographique de la Bretagne.